# Campeonato Europeu de Atletismo em Pista Coberta de 2021 - 1500 m masculino
A prova dos 1500 metros masculino do Campeonato Europeu de Atletismo em Pista Coberta de 2021 foi disputada entre os dias 4 e 5 de março de 2021 na Arena Toruń, em Toruń, na Polónia.

## Recordes
Antes desta competição, os recordes mundiais e do campeonato nesta prova eram os seguintes:
|                       | Nome               | Nacionalidade | Tempo     | Local      | Data                    |
| --------------------- | ------------------ | ------------- | --------- | ---------- | ----------------------- |
| Recorde mundial       | Samuel Tefera      | Etiópia       | 3m 31s 04 | Birmingham | 16 de fevereiro de 2019 |
| Recorde do campeonato | Ivan Heshko        | Ucrânia       | 3m 36s 70 | Madri      | 6 de março de 2005      |
| Recorde europeu       | Jakob Ingebrigtsen | Noruega       | 3m 31s 80 | Liévin     | 9 de fevereiro de 2021  |

## Medalhistas
| Ouro                     | Prata                    | Bronze            |
| Jakob Ingebrigtsen (NOR) | Marcin Lewandowski (POL) | Jesús Gómez (ESP) |

## Cronograma
Todos os horários são locais (UTC +1).
| Data       | Hora  | Evento  |
| ---------- | ----- | ------- |
| 4 de março | 20:20 | Bateria |
| 5 de março | 21:35 | Final   |

## Resultados

### Bateria
Qualificação: 2 atletas de cada bateria (Q) mais os 4 melhores qualificados (q).
| Posição | Bateria | Atleta                   | Nacionalidade | Tempo   | Notas                |
| ------- | ------- | ------------------------ | ------------- | ------- | -------------------- |
| 1       | 2       | Ignacio Fontes           | Espanha       | 3:38.68 | Q                    |
| 2       | 2       | Piers Copeland           | Reino Unido   | 3:38.88 | Q                    |
| 3       | 2       | Andrew Coscoran          | Irlanda       | 3:39.00 | q                    |
| 4       | 2       | István Szögi             | Hungria       | 3:39.10 | q                    |
| 5       | 4       | Marcin Lewandowski       | Polónia       | 3:39.78 | Q                    |
| 6       | 3       | Neil Gourley             | Reino Unido   | 3:39.84 | Q                    |
| 7       | 3       | Jakob Ingebrigtsen       | Noruega       | 3:39.89 | Q                    |
| 8       | 4       | Filip Sasínek            | Chéquia       | 3:40.04 | Q                    |
| 9       | 4       | Paul Robinson            | Irlanda       | 3:40.07 | q                    |
| 10      | 4       | Stijn Baeten             | Bélgica       | 3:40.40 | q                    |
| 11      | 1       | Jesús Gómez              | Espanha       | 3:40.75 | Q                    |
| 12      | 1       | Michał Rozmys            | Polónia       | 3:40.92 | Q                    |
| 13      | 3       | Jan Friš                 | Chéquia       | 3:40.99 | q                    |
| 14      | 1       | Charles Grethen          | Luxemburgo    | 3:41.07 |                      |
| 15      | 3       | Andreas Holst Lindgreen  | Dinamarca     | 3:41.25 | Recorde pessoal      |
| 16      | 3       | Luke McCann              | Irlanda       | 3:41.25 |                      |
| 17      | 3       | Karl Bebendorf           | Alemanha      | 3:41.29 |                      |
| 18      | 4       | Joonas Rinne             | Finlândia     | 3:41.40 | Recorde pessoal      |
| 19      | 4       | Archie Davis             | Reino Unido   | 3:41.40 | Recorde da temporada |
| 20      | 1       | Filip Ingebrigtsen       | Noruega       | 3:41.52 |                      |
| 21      | 1       | Baptiste Mischler        | França        | 3:41.52 |                      |
| 22      | 2       | Azeddine Habz            | França        | 3:41.55 |                      |
| 23      | 2       | Jacob Boutera            | Noruega       | 3:41.69 | Recorde pessoal      |
| 24      | 3       | Bram Anderiessen         | Países Baixos | 3:42.13 |                      |
| 25      | 1       | Simas Bertašius          | Lituânia      | 3:42.17 |                      |
| 26      | 3       | Mitko Tsenov             | Bulgária      | 3:42.21 | Recorde pessoal      |
| 27      | 1       | Valentijn Weinans        | Países Baixos | 3:42.34 |                      |
| 28      | 3       | Nuno Pereira             | Portugal      | 3:42.38 |                      |
| 29      | 2       | Homiyu Tesfaye           | Alemanha      | 3:42.59 |                      |
| 30      | 1       | Oussama Lonneux          | Bélgica       | 3:42.68 |                      |
| 31      | 3       | Pietro Arese             | Itália        | 3:43.55 |                      |
| 32      | 2       | Mikael Johnsen           | Dinamarca     | 3:43.76 |                      |
| 33      | 3       | Andreas Dimitrakis       | Grécia        | 3:44.05 |                      |
| 34      | 2       | Isaac Nader              | Portugal      | 3:44.15 |                      |
| 35      | 1       | Leo Magnusson            | Suécia        | 3:44.37 |                      |
| 36      | 4       | Marius Probst            | Alemanha      | 3:44.63 |                      |
| 37      | 1       | Joao Bussotti            | Itália        | 3:44.76 |                      |
| 38      | 4       | Simon Denissel           | França        | 3:44.94 |                      |
| 39      | 2       | Adam Czerwiński          | Polónia       | 3:45.13 |                      |
| 40      | 4       | Márton Pápai             | Hungria       | 3:45.63 |                      |
| 41      | 4       | Federico Riva            | Itália        | 3:45.85 |                      |
| 42      | 1       | Artem Alfimov            | Ucrânia       | 3:46.05 |                      |
| 43      | 2       | Johan Rogestedt          | Suécia        | 3:47.58 |                      |
| 44      | 3       | Samuel Pihlström         | Suécia        | 3:47.66 |                      |
| 45      | 3       | Gergő Kiss               | Hungria       | 3:47.96 |                      |
| 46      | 2       | Mahadi Abdi Ali          | Países Baixos | 3:48.02 |                      |
| 47      | 4       | Abderrahman El Khayami   | Espanha       | 3:49.34 |                      |
| 48      | 1       | Kristian Uldbjerg Hansen | Dinamarca     | 3:50.18 |                      |
| 49      | 4       | José Carlos Pinto        | Portugal      | 3:56.44 |                      |
| 50      | 4       | Bob Bertemes             | Luxemburgo    | 3:58.08 |                      |
| 51      | 2       | Michael Somers           | Bélgica       | DSQ     |                      |

### Final
A final aconteceu às 21:35 no dia 5 de março de 2021.
| Posição           | Atleta             | Nacionalidade | Tempo   | Notas |
| ----------------- | ------------------ | ------------- | ------- | ----- |
| Medalha de ouro   | Jakob Ingebrigtsen | Noruega       | 3:37.56 |       |
| Medalha de prata  | Marcin Lewandowski | Polónia       | 3:38.06 |       |
| Medalha de bronze | Jesús Gómez        | Espanha       | 3:38.47 |       |
| 4                 | Ignacio Fontes     | Espanha       | 3:39.66 |       |
| 5                 | Piers Copeland     | Reino Unido   | 3:39.99 |       |
| 6                 | Michał Rozmys      | Polónia       | 3:40.11 |       |
| 7                 | Andrew Coscoran    | Irlanda       | 3:40.38 |       |
| 8                 | István Szögi       | Hungria       | 3:40.40 |       |
| 9                 | Filip Sasínek      | Chéquia       | 3:40.64 |       |
| 10                | Paul Robinson      | Irlanda       | 3:40.74 |       |
| 11                | Jan Friš           | Chéquia       | 3:42.97 |       |
| 12                | Neil Gourley       | Reino Unido   | 3:45.99 |       |
| 13                | Stijn Baeten       | Bélgica       | 3:46.31 |       |

Legenda
| Recorde mundial       | Recorde mundial (World record)               |                       | Recorde africano                      | Recorde africano (African) |                                           | Q | Classificado por posição (Qualified) |
| Recorde do campeonato | Recorde do campeonato (Championship record)  | Recorde da América    | Recorde da América (Americas)         | q                          | Classificado por melhor tempo (Qualified) |   |                                      |
| Melhor marca do ano   | Melhor marca do ano (World leading)          | Recorde asiático      | Recorde asiático (Asian)              | DNS                        | Não largou (Did not start)                |   |                                      |
| Recorde nacional      | Recorde nacional (National record)           | Recorde europeu       | Recorde europeu (European)            | DNF                        | Não terminou (Did not finish)             |   |                                      |
| Recorde pessoal       | Recorde pessoal do atleta (Personal best)    | Recorde da Oceania    | Recorde da Oceania (Oceania)          | DSQ / DQ                   | Desclassificado (Disqualified)            |   |                                      |
| Recorde da temporada  | Recorde da temporada do atleta (Season best) | Recorde sul-americano | Recorde sul-americano (South America) | NM                         | Sem marca (No mark)                       |   |                                      |